# (27684) 1981 EX20
A (27684) 1981 EX20 a Naprendszer kisbolygóövében található aszteroida. Schelte J. Bus fedezte fel 1981. március 2-án.